# Xocomecatlita
La xocomecatlita es un mineral telurato encuadrado en la clase de los minerales sulfatos. Fue descubierta en 1974 en la mina Bambollita de Moctezuma, en el estado de Sonora (México), siendo nombrada así del idioma náhuatl: xocomecatl (uvas), en relación con su apariencia de racimo de uvas por sus esférulas verdes. Un sinónimo es su clave IMA1974-048.

## Características químicas
Es un telurato hidroxilado de cobre, que cristaliza en el sistema cristalino ortorrómbico.

## Formación y yacimientos
Se encuentra como raro mineral secundario en la zonas oxidadas de yacimientos hidrotermales de minerales del telurio y el oro, rellenando grietas de roca riolita. Hasta ahora se han encontrado ejemplares en Sonora (México), y en Arizona y Utah (Estados Unidos), lugares donde suele verse asociado a otros minerales como: parakhinita, dugganita, mcalpineíta, leisingita, jensenita, hinsdalita-svanbergita o goethita